# 努斯文件
努斯文件是中東古代的文件，來自美索不達米亞的努斯。努斯文件反映了前15世紀美索不達米亞社群的歷史與日常生活，包括經濟、社會、法律結構等。努斯文件也是舊約神學研究的重要文獻，它们对研究何利人（Horite）的历史和希伯来族长时代的民情风俗极有价值。努斯泥板涉及的西亚古俗使《创世记》中的许多民俗得以印证，例如新娘嫁人时应随身携带婢女，若本人未能生育，要把婢女送给丈夫作妾，并将婢女生育的子女视为己出——《创世记》中撒拉、利亚、拉结的经历都与此如出一辙。

## 考古
1925至1931年，设在巴格达的美国东方研究院和美国哈佛大学联合发掘了努斯城废墟（現今的兰底比，巴格达以北约240公里处），挖出楔形文字泥板数千块。